# Aplosonyx yunlongensis
Aplosonyx yunlongensis (лат.) — вид жуков-листоедов рода Aplosonyx из подсемейства козявки (Galerucinae, Chrysomelidae). Назван по месту обнаружения типовой серии (Yunlong, Zhiben Mt; 2250 м). Распространен в Китае: провинция Юньнань. Мелкие жуки (длина тела около 5 мм). Этот вид можно отличить от других видов по наличию на каждом надкрылье пяти чёрных пятен, а на переднеспинке — трёх явных чёрных пятен. Пронотум приблизительно в два раза шире своей длины, боковая граница окаймлена, наиболее широкая в заднем углу; диск с поперечной бороздой, менее отчетливой в середине; скудно покрыт несколькими крупными точками в бороздке. Щитик треугольный, тонко покрыт точками. Голова, усики, переднеспинка, надкрылья и ноги жёлтые; вертекс, щитик и вентральная поверхность тела чёрные, вершинный вентрит брюшка жёлтый, переднеспинка с трёмя чёрными пятнами, одним большим чёрным пятном посередине и одним маленьким чёрным пятном на каждой стороне; каждый надкрылье с пятью чёрными пятнами, середина и вершина с одной парой пятен, основание с одним пятном. Этот вид отличается от сходного A. omeiensis тем, что эдеагус слегка расширен посередине, а основание расширено в форме веера. Голова маленькая, лобные бугорки отчётливые, усики тонкие, доходят до середины каждого надкрылья, в целом три базальных антенномера блестящие, антенномер 2 самый короткий, антенномер 3 длиннее антенномера 2, антенномер 4 самый длинный и длиннее антенномеров 2 и 3 вместе взятых. Пронотум шире головы, почти в 2 раза шире её длины.